# Fatih
Fatih (en català Conqueridor) és un dels districtes més grans d'Istanbul, Turquia, situat al cor de la ciutat. Atès que constitueix el barri antic de la ciutat conquerit per Mehmet II el Conquistador, actualment també se'l coneix com a "verdader Istanbul" o el "primer Istanbul". Avui en dia, Fatih constitueix la península d'Istanbul fins a la muralla, el que va ser la capital de l'Imperi Romà d'Orient, Constantinoble.
A Fatih es troba la Mesquita de Fatih, primera mesquita otomana de rellevància a Istanbul. Donat que va ser la principal zona històrica de la ciutat, hom hi troba alguns dels monuments més importants.

## Història
El nom de Fatih prové de sultà otomà Fatih Mehmed i, en turc otomà, significa ‘Conqueridor’. El carrer principal que travessa Fatih és Fevzi Pasa Caddesi, durant molt temps la principal artèria de la ciutat, que uneix la zona de Beyazit amb les muralles de la ciutat. A la dreta (segons se surt de la ciutat) es troba l'important Aqüeducte de Valent, de l'època romana d'Orient. A això se suma la seva privilegiada ubicació, amb unes dominants vistes de la Mar de Màrmara i el Corn d'Or.
A més, les muntanyes d'Istanbul es van coronar amb edificis religiosos des que es va fundar la ciutat, alguns d'ells al districte de Fatih. El monument de Constantí I el Gran va ser un d'ells, posteriorment una església de Justinià I, l'Església dels Sants Apòstols, destruïda en 1461 per construir la Mesquita de Fatih. Finalment, es van construir nombroses tombes i mesquites en honor de la jerarquia otomana.
Els districtes romans d'Orient eren: Exokiònion, Aureliànae, Xeròlophos, Eleuthèrou, Helleniànae, Dalmàtou, Sigma, Psamàthia, Katàkalon, Paradeision, Olympiou, Kyrou, Peghè, Rhèghion, Elèbichou, Leomàkellon, Dexiokràtous, Pètrion, Pètra, Phanàrion, Exi Màrmara (Altimermer), Philopàtion, Deutèron i Vlachèrnae (en grec).

### Període otomà
Poc després de la conquesta de la ciutat, grups d'estudiosos islàmics van ocupar les esglésies de Santa Sofia i el Pantocràtor (actualment, la Mesquita de Zeyrek); tanmateix, el complex de Fatih va ser el primer seminari islàmic construït dins de les muralles de la ciutat. La construcció de la mesquita va permetre que la zona es mantingués pròspera després de la conquesta. Els mercats van créixer per acollir els milers de treballadors implicats en la construcció i oferir materials, a més d'atendre els estudiants del seminari. Poc després, la zona ja s'havia convertit en un barri amb cert caràcter religiós. Part d'aquest caràcter continua present en l'actualitat.
Després de la conquesta de Constantinoble, la porta d'Edirnekapı de la muralla va esdevenir la sortida principal a Tràcia, la qual cosa va fer reviure els barris propers al Corn d'Or. La Mesquita de Fatih es trobava de camí a Edirnekapı, per la qual cosa el districte de Fatih va passar a ser la zona més freqüentada de la ciutat durant el primer període otomà. Al segle xvi, es van construir més mesquites i mercats: la Mesquita d'İskender Paşa, coneguda en el seu moment per ser un centre de reunió de l'ordre Naqxbandita de Turquia; la Mesquita de Hırka-i Şerif, on es guarda el mantell del profeta Mahoma (la mesquita té un ús habitual, però el mantell només es mostra durant el mes de Ramadà); el Tekke de Jerrahi; el Tekke de Sümbül Efendi i el Tekke de Ramazan Efendi, ambdós al barri de Kocamustafapaşa; i la Mesquita de Vefa Kilise. Els últims quatre monuments reben el nom dels fundadors de diferents ordres sufistes. Moltes altres mesquites, escoles, banys i fonts de la zona vqn ser construïdes per líders i oficials militars de la cort otomana.
A partir del segle xviii, Istanbul va començar a créixer fora de la muralla, amb el qual es va iniciar la transformació de Fatih. Aquest procés es va accelerar amb els anys, a causa dels incendis que van acabar amb les antigues cases de fusta i el terratrèmol de 1766, que va destruir la Mesquita de Fatih i molts dels edificis dels voltants, els quals es van reconstruir. Els incendis van continuar destruint el nucli antic; mostra d'això són les àmplies avingudes que creuen la zona. Actualment queden pocs edificis de fusta a Fatih, encara que fins als anys 1960 aquests i els carrers estrets dominaven el districte. A hores d'ara, són majoria els edificis d'entre 5 i 6 plantes.

## Fatih en l'actualitat

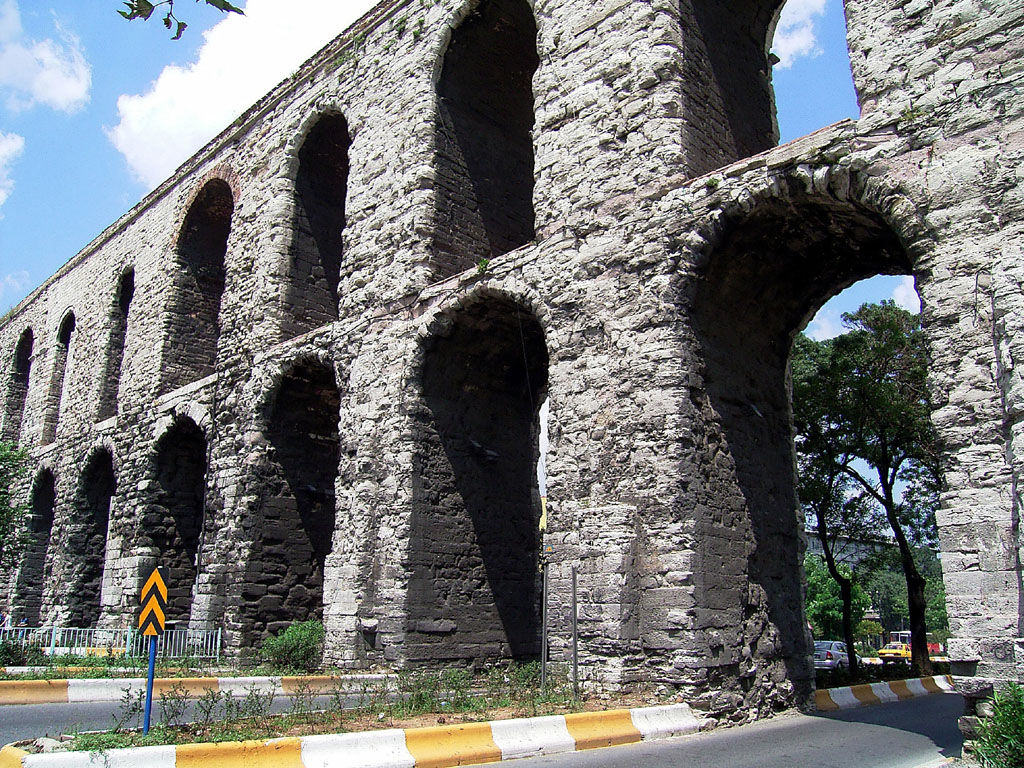
Aqüeducte de Valent, Fatih.

Actualment, Fatih es compon de barris com Aksaray, Eminönü, Findikzade, Çapa o Vatan Caddesi, que són més cosmopolites que la imatge conservadora, que es té d'ells (a causa, probablement, de la comunitat Çarşamba). Es tracta d'un dels districtes més grans de la ciutat d'Istanbul.
Junt amb la Universitat Haliç i la Universitat Kadir Has, a Fatih es troben dos campus diferents de la Facultat de Medicina de la Universitat d'Istanbul (la Facultat Çapa de Medicina i la Facultat Cerrahpaşa de Medicina).
A més, des de 1586, l'Església Ortodoxa de Constantinoble té la seu a la relativament modesta Església de San Jordi, al barri de Fener de Fatih.
Fatih compta amb nombrosos teatres, inclòs el famós Reat Nuri Sahnesi. També té molts col·legis, hospitals i serveis públics en general. Alguns dels hospitals més antics d'Istanbul es troben al districte, inclosos els hospitals universitaris de Çapa i Cerrahpaşa, així com l'hospital públic d'Haseki, el de Samatya i el de Vakıf Gureba. Existeix un tramvia que recorre l'espai entre el moll de Sirkeci, Sultanahmet i Aksaray.

## Estructures
Les excavacions del Marmaray han posat al descobert restes històriques d'uns 8500 anys d'antiguitat. El districte de Fatih d'Istanbul, que és una de les zones residencials més antigues de la ciutat, és ric en edificis històrics. La històric península de Fatih, a més de ser un lloc que es distingeix pel fet d'ésser un dels centres més importants de l'Imperi Romà i l'Imperi Romà d'Orient, fou la capital de l'Imperi Otomà durant 469 anys. Aquesta característica, per tant, fa que a la històrica península històrica es puguin veure juntes obres molt importants de les tres grans civilitzacions. La històrica península, ubicada als imperis romà, romà d'Orient i otomà amb obres que daten d'aquell període, és com un museu a l'aire lliure.

### Muralles de Constantinoble

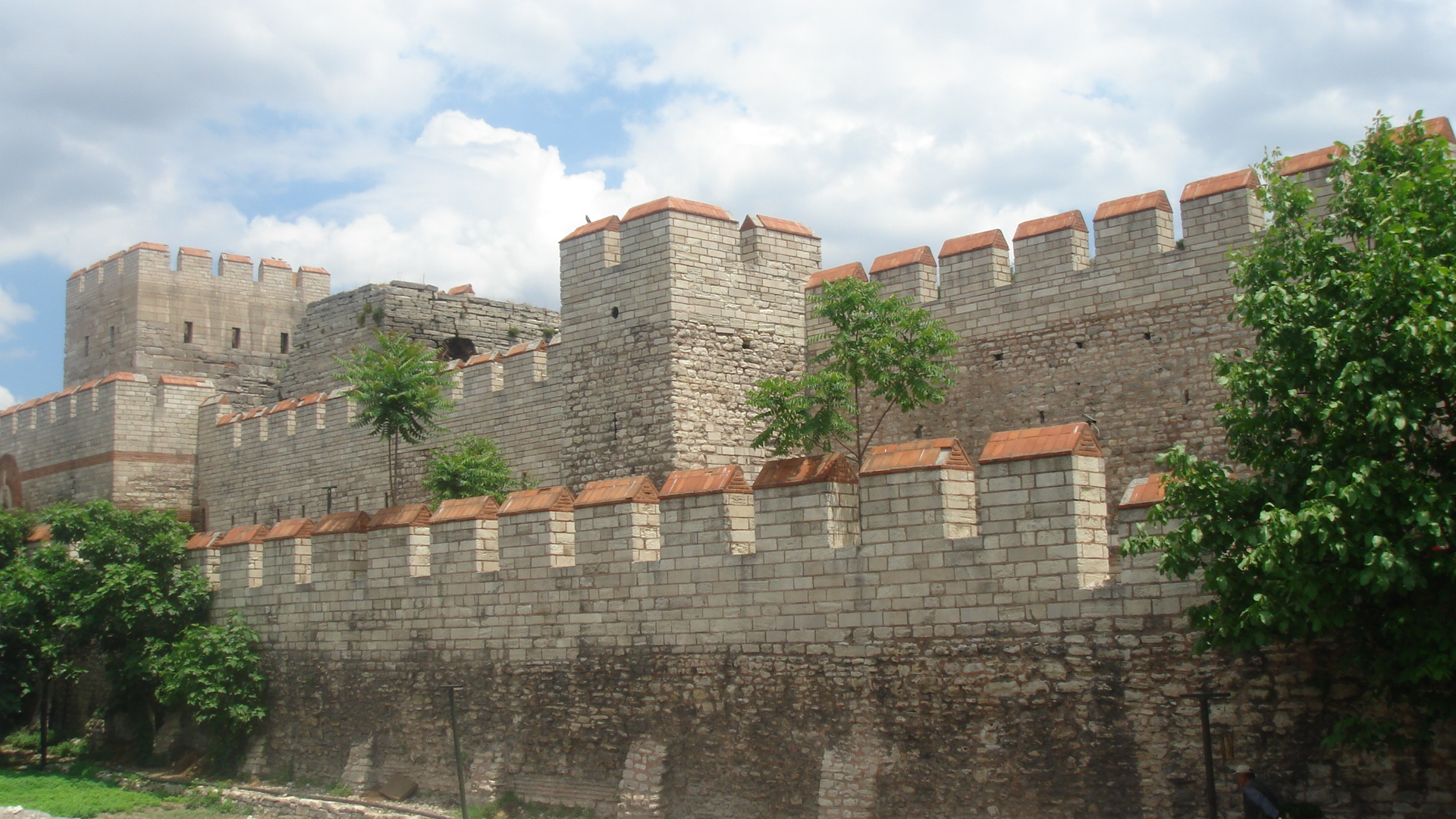
Muralles de Constantinoble

Les muralles de la ciutat de Constantinoble que envolten la ciutat pertanyen l'època romana d'Orient. La muralla es va construir entre els anys 412 i 422 durant el regnat de Teodosi II (408-450). El 447, un terratrèmol la deixà molt malmesa en destruir 54 torres. Fou reconstruïda immediatament davant l'amenaça de l'avanç d'Àtila al capdavant dels huns i ampliada després del Setge dels àvars en 627.

### Santa Sofia
L'emperador romà d'Orient Justinià I va fer construir, entre el 532 i el 537, una basílica sobre l'antiga península de la ciutat. Quan Constantinoble fou presa pels turcs el 1453, Fatih Sultan Mehmet la va transformar en una mesquita i en l'actualitat és un museu. La basílica de Santa Sofia, en sentit arquitectònic estricte, té una estructura interna complexa. La nau principal és coberta d'una cúpula central d'un diàmetre màxim de 31,25m. Les seves característiques arquitectòniques fan que sigui considerada un important punt d'inflexió.

### Palau de Topkapı
El Palau de Topkapı (turc: Topkapı Sarayı o en otomà: طوپقاپو سرايى) o el serrall fou una de les majors residències del sultans otomans durant gairebé 400 anys (1465–1856) dels 624 de llur regnat.
També com a residència reial, el palau era un entorn per a les ocasions estatals i entreteniments reials. Ara és un museu i és com una mena d'important atracció turística. També conté importants relíquies sagrades del món musulmà, incloent la capa i l'espasa de Mahoma. El Palau de Topkapı està entre els monuments que apareixen a les "Zones històriques d'Istanbul", que van esdevenir Patrimoni de la Humanitat per la UNESCO el 1985, i és descrit en IV criteri de la UNESCO com "el[s] millor[s] exemple[s] dels conjunts de palaus […] de l'època otomana".

### Mesquita blava
La Mesquita del Sultà Ahmet (turc: Sultan Ahmet Camii) també coneguda popularment com a Mesquita Blava per les rajoles blaves que adornen les parets del seu interior, és una històrica mesquita d'Istanbul. Fou construïda entre 1609 i 1616, durant el govern d'Ahmet I. El seu külliye conté una tomba del fundador, una madrassa i un hospici.
Té una cúpula principal, sis minarets i vuit cúpules secundàries. El disseny és la culminació de dos segles de desenvolupament otomà de mesquites. Incorpora alguns elements cristians romans d'Orient de la veïna Santa Sofia amb l'arquitectura islàmica tradicional i és considerada com l'última gran mesquita del període clàssic. L'arquitecte, Sedefkâr Mehmed Ağa sintetitzà les idees del seu mestre Sinan, per tal d'assolir una aclaparadora grandària, majestat i esplendor.

### Basar de les espècies

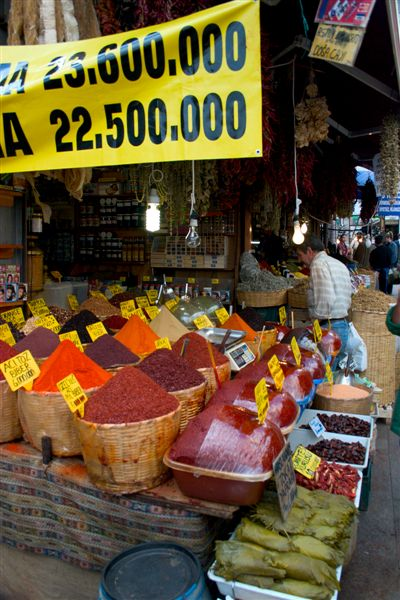
Una varietat típica d'espècies en el Basar.

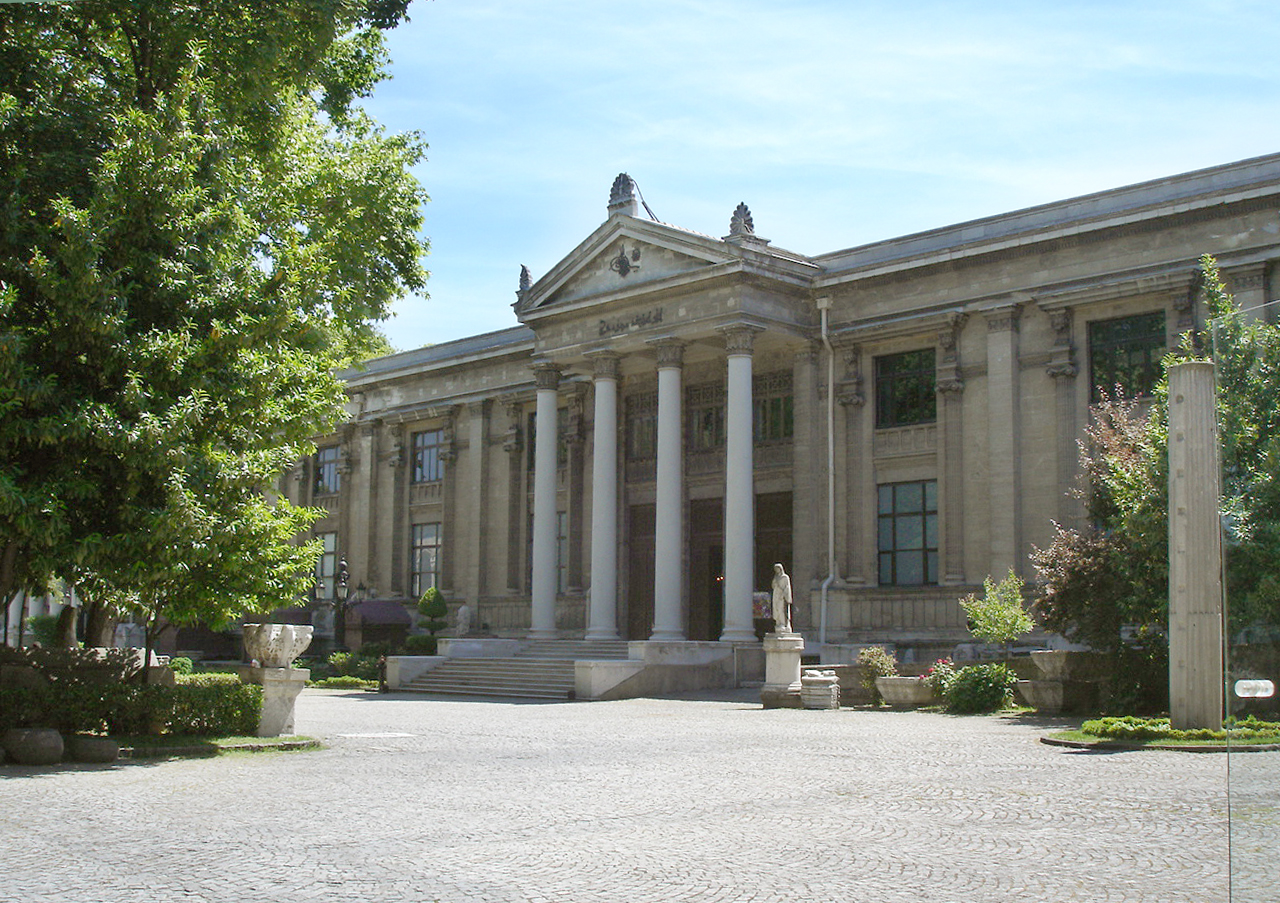
Museu Arqueològic d'İstanbul

El Basar de les Espècies, conegut en turc com a Misir Çarsisi("Misir" en turc té un doble significat; "Egipte" i "cereal") és un dels més antics basars de la ciutat. Està situat al barri d'Eminönü. És el segon basar cobert més gran després del Gran Basar.
Hi ha diferents fonts històriques relatives als orígens del nom del basar: a causa de l'existència de diverses espècies d'Orient es va denominar 'Basar egipci', una altra versió és que antigament, en el període romà d'Orient, es feia abundant comerç de cereals.
Va ser realitzat entre els anys 1663 i 1664 per ordre de la valide Turhan Sultan. Va ser dissenyat pel cap d'arquitectes de la cort Koca Kasim Ağa, però completat per l'arquitecte Mustafa l'any 1660. El basar forma part del complex de la mesquita Yeni, a més d'una línia de botigues, un cementiri, dues fonts i una escola.

### Mesquites
- Mesquita de Beyazıt
- Mesquita de Bali Paşa
- Mesquita de Bodrum
- Mesquita de Fatih
- Mesquita de Fenari İsa
- Mesquita de Haseki
- Mesquita de Hırka-i Şerif
- Mesquita d'İskenderpaşa
- Petita Santa Sofia (Església dels sants Sergi i Baco)
- Mesquita de Laleli
- Mesquita de Mihrimah
- Mesquita Sokollu Mehmet Paşa
- Mesquita de Nuruosmaniye
- Mesquita de la Sultana valide Pertevniyal
- Mesquita blava (Mesquita del sultà Ahmet)
- Mesquita de Solimà
- Mesquita de Şehzade
- Mesquita de Yavuz Selim
- Mesquita Nova d'Istanbul (Mesquita Yeni)
- Mesquita de Zeyrek

### Esglésies
- Santa Pau
- Església de Sant Esteve dels Búlgars
- Església de Sant Salvador de Cora

### Altres edificis i llocs
| - Cisterna de la Basílica - Sublim Porta - Palau de Blaquernes - Plaça Beyazıt - Torre de Beyazıt - Fàbrica de Tabacs Cibali - Columna de Constantí - Administració del deute públic otomà - Liceu Privat Grec de Fener - Parc Gülhane - Museu Arqueològic d'Istanbul - Universitat d'Istanbul - Gran Basar | - Columna de Marcià - Estació de Sirkeci - Soğukçeşme Sokağı (Carrer de la font freda) - Hipòdrom de Constantinoble - Columna de les serps - Font alemanya - Obelisc de Constantí - Obelisc de Teodosi el Gran - Palau del Porfirogènit - Museu d'art turc i islàmic - Aqüeducte de Valent - Castell de Yedikule - Bab-i Humayun |

## Divisió administrativa

### Mahalleler
Aksaray  ·  Akşemsettin  ·  Alemdar  ·  Ali Kuşçu  ·  Atikali  ·  Ayvansaray  ·  Balabanağa  ·  Balat  ·  Beyazıt  ·  Binbirdirek  ·  Cankurtaran  ·  Cerrahpaşa  ·  Cibali  ·  Demirtaş  ·  Derviş Ali  ·  Eminsinan  ·  Hacıkadın  ·  Haseki Sultan  ·  Hırkai Şerif  ·  Hobyar  ·  Hoca Gıyasettin  ·  Hocapaşa  ·  İskenderpaşa  ·  Kalenderhane  ·  Karagümrük  ·  Katip Kasım  ·  Kemalpaşa  ·  Küçükayasofya  ·  Kocamustafapaşa  ·  Mercan  ·  Mesihpaşa  ·  Mevlanakapı  ·  Mimar Hayrettin  ·  Mimar Kemallettin  ·  Molla Fenari  ·  Molla Gürani  ·  Molla Hüsrev  ·  Muhsinehatun  ·  Nişanca  ·  Rüstempaşa  ·  Saraç İshak  ·  Sarıdemir  ·  Seyyid Ömer  ·  Silivrikapı  ·  Sultanahmet  ·  Sururi  ·  Süleymaniye  ·  Sümbülefendi  ·  Şehremini  ·  Şehsuvarbey  ·  Tahtakale  ·  Tayahatun  ·  Topkapı  ·  Yavuzsinan  ·  Yavuz Sultan Selim  ·  Yedikule  ·  Zeyrek

### Barris
Ahırkapı  ·  Çapa  ·  Bahçekapı  ·  Büyüklanga  ·  Cağaloğlu  ·  Çarşamba  ·  Çemberlitaş  ·  Çukurbostan  ·  Eminönü  ·  Fener  ·  Fındıkzade  ·  Gedikpaşa  ·  Haseki  ·  Horhor  ·  Kadırga  ·  Kıztaşı  ·  Küçükmustafapaşa  ·  Kumkapı  ·  Küçüklanga  ·  Laleli  ·  Mahmutpaşa  ·  Samatya  ·  Saraçhane  ·  Sarayburnu  ·  Sirkeci  ·  Sulukule  ·  Şehzadebaşı  ·  Unkapanı  ·  Vefa  ·  Vezneciler  ·  Yenikapı